# Camilo Castagnola
Camilo Castagnola (Buenos Aires, 13 de diciembre de 2002) es un jugador de polo argentino con 10 goles de hándicap. Juega en el equipo La Natividad.
Es considerado uno de los mejores polistas del mundo de la actualidad. Ha ganado siete títulos de la Triple Corona, incluyendo tres títulos del Abierto de Palermo, el torneo más prestigioso del mundo.

## Biografía
Camilo Jeta Castagnola es hijo del expolista Bartolomé Castagnola, siete veces campeón de Palermo (dos con Ellerstina y cinco con La Dolfina), y Camila Cambiaso, hermana de Adolfo Cambiaso. Tiene tres hermanos: Lola, Bartolomé y Benicio. Desde su infancia Camilo pasaba mucho tiempo visitando las caballerías y los campos de entrenamiento de polo con su padre, experiencias que motivaron el inicio de su amor por el deporte. Cuando tenía entre 10 y 12 años se compró una moto para jugar al polo con sus amigos. Comenzó a jugar profesionalmente en 2019 a los 16 años y desde entonces ha compartido equipo con su hermano Bartolomé Castagnola.

## Trayectoria
Camilo fue campeón del British Open 2019 como parte del equipo Dubai. Su participación en torneos de la Triple Corona comenzó ese mismo año, destacándose como el equipo revelación al superar la clasificación del Abierto de Palermo. Al año siguiente, Jeta junto con su hermano Bartolomé jugaron juntos en el equipo Les Lions/Great Oaks y fueron campeones de la Queen's Cup británica. Además, fueron finalistas del Prince of Wales Trophy y el British Open. Por otra parte, La Natividad no pudo acceder a ninguna final de la Triple Corona 2020.
En 2021, Camilo ganó sus primeros dos títulos de la Triple Corona, al consagrarse campeón con La Natividad de los Abiertos de Hurlingham y Palermo. El título en Palermo  se destacó por cortarle una racha de ocho títulos consecutivos a La Dolfina. Tras su victoria en el Abierto Argentino, el hándicap de Jeta aumentó a 10, convirtiéndose en el polista más joven en lograr ese logro con 18 años y 364 días.
La Natividad se consagró campeón de forma consecutiva del Abierto de Tortugas en 2022 y 2023. Jugando con el equipo Dubai, Camilo se consagró campeón del torneo Copa de Oro disputado en España.
Los éxitos continuaron en 2024 para Camilo al obtener varios títulos. En julio se consagró campeón por segunda vez del British Open jugando con el equipo Dubai. Además, fue el goleador del torneo con 62 goles en siete partidos y obtuvo el premio MVP de la final. En septiembre, ganó el Abierto de San Jorge con el equipo La Fe. Ya en la disputa por la Triple Corona 2024, La Natividad se coronó campeón del Abierto de Hurlingham y del Abierto de Palermo. Camilo fue galardonado con el Premio Olimpia de plata 2024 en polo.
Para la temporada 2025 los equipos de La Natividad y La Dolfina decidieron fusionarse y formar una esquadra integrada por Camilo y Bartolomé Castagnola, junto con Adolfo y Poroto Cambiaso.

## Palmarés
- Campeonato Abierto de Palermo: 3

2021, 2023, 2024
- Campeonato Abierto de Hurlingham: 2

2021, 2024
- Campeonato Abierto de Tortugas: 2

2022, 2023
- British Open Championship: 2

2019, 2024
- Queen's Cup: 1

2020
- Copa de Oro: 1

2022
- Abierto de San Jorge: 1

2024

### Distinciones individuales
- Premio Olimpia de plata: 1

2024